# Ембюрен
Ембюрен (нім. Embühren) — громада в Німеччині, розташована в землі Шлезвіг-Гольштейн. Входить до складу району Рендсбург-Екернферде. Складова частина об'єднання громад Єфенштедт.
Площа — 7,45 км2. Населення становить 194 ос. (станом на 31 грудня 2020).